# Charlotte Stanley, contessa di Derby

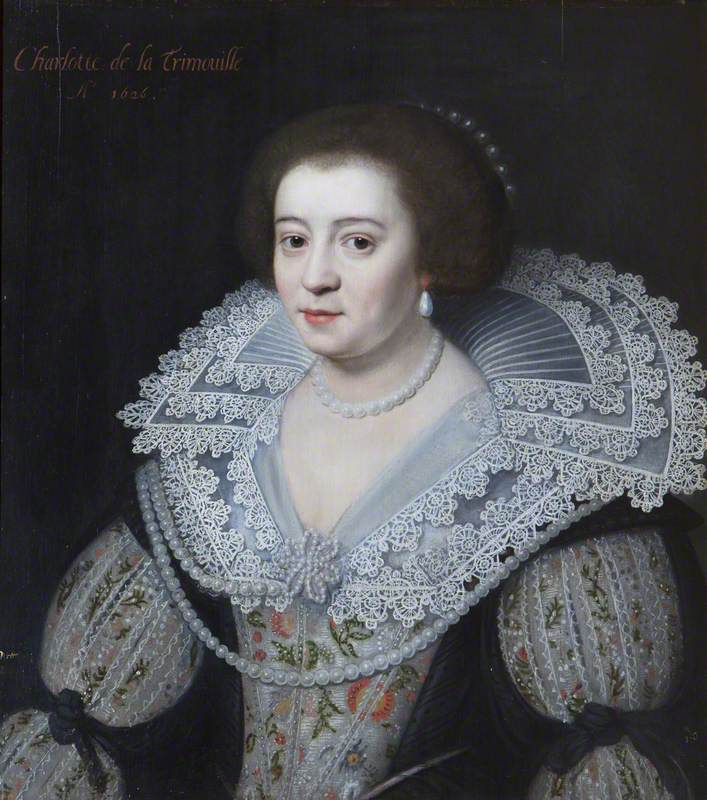
Charlotte Stanley, Contessa di Derby

Charlotte Stanley, Contessa di Derby (1599 – 1664), nata Charlotte de La Trémoille, era la figlia del nobiluomo francese Claudio de La Trémoille, Duca di Thouars, e di sua moglie Carlotta Brabantina di Nassau. I suoi nonni materni furono Guglielmo il Taciturno e Carlotta di Borbone.

## Matrimonio e discendenza
Il 26 giugno 1626, Charlotte sposò il nobiluomo inglese James Stanley, VII conte di Derby, che fu fatto prigioniero in seguito alla Battaglia di Worcester nel 1651, e fu decapitato a Bolton. Lady Derby fu famosa per la sua difesa di Lathom House nell'assedio di Lathom House da parte delle forze parlamentari nel corso della prima guerra civile inglese nel 1644. Suo marito era anche Signore di Man, e il suo tentativo di barattare l'Isola di Man per la libertà di suo marito provocò una rivolta anti-inglese sull'isola guidata da Illiam Dhone.
Charlotte e Derby furono genitori di quattro figlie femmine e cinque maschi. Solo quattro dei loro figli sembrano essere sopravvissuti ad un'età da marito:
- Charles Stanley, VIII conte di Derby (19 gennaio 1628 – 21 dicembre 1672).
- Lady Henriette Mary Stanley (17 novembre 1630 – 27 dicembre 1685). Sposò William Wentworth, II conte di Strafford.
- Lady Amelia Ann Sophia Stanley. Sposò John Murray, I marchese di Atholl.
- Lady Catherine Stanley. Sposò Henry Pierrepont, I marchese di Dorchester.

I due figli maschi di Charles, William, il IX Conte (c. 1655–1702), e James, il X Conte (1664–1736), morirono entrambi senza figli maschi, e di conseguenza, quando James morì nel febbraio 1736, i suoi titoli e le proprietà passarono a Sir Edward Stanley (1689–1776), un discendente del I conte. I successivi Conti di Derby sono suoi discendenti.

## Ascendenza
|                                  |                                |                                 | Genitori                           |  |  | Nonni |  |  | Bisnonni                    |  |  | Trisnonni                 |  |
|                                  |                                |                                 |                                    |  |  |       |  |  | François II de La Trémoille |  |  | Charles I de La Trémoille |  |
|                                  |                                |                                 |                                    |  |  |       |  |  | François II de La Trémoille |  |  | Charles I de La Trémoille |  |
|                                  |                                | Louise de Coëtivy               |                                    |  |  |       |  |  | François II de La Trémoille |  |  |                           |  |
| Louis III de La Trémoille        |                                |                                 |                                    |  |  |       |  |  | François II de La Trémoille |  |  |                           |  |
|                                  |                                | Anne de Laval                   | Guy XVI de Laval                   |  |  |       |  |  |                             |  |  |                           |  |
|                                  |                                | Anne de Laval                   | Guy XVI de Laval                   |  |  |       |  |  |                             |  |  |                           |  |
|                                  |                                | Anne de Laval                   | Carlotta d'Aragona                 |  |  |       |  |  |                             |  |  |                           |  |
| Claude de La Trémoille           |                                | Anne de Laval                   |                                    |  |  |       |  |  |                             |  |  |                           |  |
|                                  |                                | Anne de Montmorency             | Guillaume de Montmorency           |  |  |       |  |  |                             |  |  |                           |  |
|                                  |                                | Anne de Montmorency             | Guillaume de Montmorency           |  |  |       |  |  |                             |  |  |                           |  |
|                                  |                                | Anne de Montmorency             | Anne Pot                           |  |  |       |  |  |                             |  |  |                           |  |
| Jeanne de Montmorency            |                                | Anne de Montmorency             |                                    |  |  |       |  |  |                             |  |  |                           |  |
|                                  |                                | Maddalena di Savoia             | Renato di Savoia-Villars           |  |  |       |  |  |                             |  |  |                           |  |
|                                  |                                | Maddalena di Savoia             | Renato di Savoia-Villars           |  |  |       |  |  |                             |  |  |                           |  |
|                                  |                                | Maddalena di Savoia             | Anna Lascaris                      |  |  |       |  |  |                             |  |  |                           |  |
| Charlotte de La Trémoille        |                                | Maddalena di Savoia             |                                    |  |  |       |  |  |                             |  |  |                           |  |
|                                  | Willem I van Nassau-Dillenburg | Johan V van Nassau-Siegen       |                                    |  |  |       |  |  |                             |  |  |                           |  |
|                                  | Willem I van Nassau-Dillenburg | Johan V van Nassau-Siegen       |                                    |  |  |       |  |  |                             |  |  |                           |  |
|                                  | Willem I van Nassau-Dillenburg | Elisabeth von Hessen-Marburg    |                                    |  |  |       |  |  |                             |  |  |                           |  |
| Willem I van Oranje              | Willem I van Nassau-Dillenburg |                                 |                                    |  |  |       |  |  |                             |  |  |                           |  |
|                                  |                                | Juliana zu Stolberg-Wernigerode | Botho VIII zu Stolberg-Wernigerode |  |  |       |  |  |                             |  |  |                           |  |
|                                  |                                | Juliana zu Stolberg-Wernigerode | Botho VIII zu Stolberg-Wernigerode |  |  |       |  |  |                             |  |  |                           |  |
|                                  |                                | Juliana zu Stolberg-Wernigerode | Anna von Eppstein-Königstein       |  |  |       |  |  |                             |  |  |                           |  |
| Charlotte Brabantina van Nassau  |                                | Juliana zu Stolberg-Wernigerode |                                    |  |  |       |  |  |                             |  |  |                           |  |
|                                  |                                | Louis III de Montpensier        | Louis de Bourbon-Vendôme           |  |  |       |  |  |                             |  |  |                           |  |
|                                  |                                | Louis III de Montpensier        | Louis de Bourbon-Vendôme           |  |  |       |  |  |                             |  |  |                           |  |
|                                  |                                | Louis III de Montpensier        | Louise de Bourbon-Montpensier      |  |  |       |  |  |                             |  |  |                           |  |
| Charlotte de Bourbon-Montpensier |                                | Louis III de Montpensier        |                                    |  |  |       |  |  |                             |  |  |                           |  |
|                                  |                                | Jacqueline de Longwy            | Jean IV de Longwy                  |  |  |       |  |  |                             |  |  |                           |  |
|                                  |                                | Jacqueline de Longwy            | Jean IV de Longwy                  |  |  |       |  |  |                             |  |  |                           |  |
|                                  |                                | Jacqueline de Longwy            | Jeanne d'Angoulême                 |  |  |       |  |  |                             |  |  |                           |  |
|                                  |                                | Jacqueline de Longwy            |                                    |  |  |       |  |  |                             |  |  |                           |  |